# Dichelacera callosa
Dichelacera callosa är en tvåvingeart som beskrevs av Lutz 1915. Dichelacera callosa ingår i släktet Dichelacera och familjen bromsar. Inga underarter finns listade i Catalogue of Life.